# Calciatore sudamericano dell'anno 2002
Il premio di calciatore sudamericano dell'anno per il 2002 fu assegnato a José Cardozo, calciatore paraguaiano del Toluca.

## Classifica
| Pos. | Calciatore          | Naz.      | Punti | Club              |
| ---- | ------------------- | --------- | ----- | ----------------- |
| 1.   | José Cardozo        | Paraguay  | 39    | Toluca            |
| 2.   | Sergio Órteman      | Uruguay   | 32    | Olimpia           |
| 3.   | Alejandro Lembo     | Uruguay   | 30    | Nacional          |
| 4.   | Andrés D'Alessandro | Argentina | 29    | River Plate       |
| 5.   | Kaká                | Brasile   | 27    | San Paolo         |
| 6.   | Gabriel Milito      | Argentina | 25    | Independiente     |
| 7.   | Francisco Arce      | Paraguay  | 24    | Palmeiras         |
| 8.   | Sebastián Saja      | Argentina | 23    | San Lorenzo       |
| 9.   | Marcelo Delgado     | Argentina | 18    | Boca Juniors      |
| 10.  | Robinho             | Brasile   | 16    | Santos            |
| 11.  | Freddy Grisales     | Colombia  | 15    | Atlético Nacional |
| 12.  | Julio César Cáceres | Paraguay  | 14    | Olimpia           |
| 13.  | Andrés Silvera      | Argentina | 13    | Independiente     |
| 14.  | Diego               | Brasile   | 12    | Santos            |
| 14.  | Marcos              | Brasile   | 12    | Palmeiras         |
| 16.  | Celso Ayala         | Paraguay  | 11    | River Plate       |
| 17.  | Kléberson           | Brasile   | 9     | Athl. Paranaense  |
| 18.  | Sebastián Abreu     | Uruguay   | 8     | Cruz Azul         |
| 19.  | Gilberto Silva      | Brasile   | 7     | Cruzeiro          |
| 20.  | Federico Domínguez  | Argentina | 6     | Independiente     |
| 20.  | Julio César Enciso  | Paraguay  | 6     | Olimpia           |
| 20.  | Federico Insúa      | Argentina | 6     | Independiente     |
| 20.  | Leandro Romagnoli   | Argentina | 6     | San Lorenzo       |
| 24.  | Athirson            | Brasile   | 5     | Flamengo          |
| 24.  | Daniel Montenegro   | Argentina | 5     | Independiente     |
| 24.  | Ricardinho          | Brasile   | 5     | San Paolo         |
| 24.  | Romário             | Brasile   | 5     | Fluminense        |
| 24.  | Carlos Tévez        | Argentina | 5     | Boca Juniors      |